# استان ایتوری
استان ایتوری (به لاتین: Ituri Province) یک استان در جمهوری دموکراتیک کنگو است. استان ایتوری ۶۵٬۶۵۸ کیلومتر مربع مساحت و ۳٬۶۵۰٬۰۰۰ نفر جمعیت دارد.